# William Kyd
Pour le pirate écossais du XVIIe siècle, voir William Kidd.
Pour les articles homonymes, voir Kyd.
William Kyd est un pirate anglais du XVe siècle, actif dans l’Angleterre du Sud-Ouest entre 1430 et 1453. Comme de nombreux autres pirates tels que John Mixtow, William Aleyn et Clays Stephen, Kyd agit sous la protection de notables corrompus et donc librement, sans crainte des autorités.

## Biographie
Kyd apparaît pour la première fois dans une liste de pirates publiée en 1431. Il y est listé comme maître du balinger la Trinité, provenant d’Exmouth. Il aurait capturé un navire breton au large de Guernesey l’année précédente, avec l’aide d’autres pirates originaire du West Country. Deux ans plus tard, en 1433, il se joint à William Aleyn et d’autres pirates lors de la capture de quatre navires de provisions à destination de Rouen.
En 1436, Kyd entre dans le port de Saint-Pol-de-Léon en Bretagne avec huit barges et balingers et y capture le Seynt Nunne qui disposait alors d’un sauf-conduit. Kyd se rend alors à Plymouth avec le navire capturé ainsi que des biens d’une valeur de 100 £ appartenant à un certain Thomas Horewood.
Kyd est actif pendant les années qui suivent, capturant notamment en 1448 La Marie, en provenance de Londres et à destination de la Flandre, au large de Queenborough à l’embouchure de la Tamise. Il amène rapidement le navire capturé jusqu’à l’île de Wight pour le vendre.
En novembre 1453, il réalise l’une de ses plus belles prises en capturant The Marie en provenance de St Andrews. Il emmène le navire capturé jusqu’à Exmouth. Un chevalier écossais, Sir William de Kanete (ou Kennedy) remarque alors le navire. Prétendant être le frère de James Kennedy, l’évêque de St Andrews, et propriétaire du The Marie, il contacte Thomas Gille (or Gylle), contrôleur des douanes d’Exeter et de Dartmouth. Kyd et Gille s’arrangent pour obtenir une commission de livraison des biens transportés sur le navire, donnant droit à Gille d’obtenir une partie de la cargaison, et portent plainte auprès des autorités locales. Une commission est alors créée le 3 juillet 1453, comprenant Sir William Bourghchier de FitzWaryn, Nicholas Aysheton, Sir Philip Courtenay, Sir John Denham, James Chudley, Nicholas Radford et Thomas Gille. Gille, James Chudley et Nicholas Radford se rendent alors à Exeter où ils saisissent officiellement le navire le 10 août 1453 et livrent la cargaison à  Sir William de Kanete.

## Sources
- (en) Cet article est partiellement ou en totalité issu de l’article de Wikipédia en anglais intitulé « William Kyd » (voir la liste des auteurs).